# Стир-Крик
Стир-Крик (англ. Steer Creek) — река в США, в центральной части штата Западная Виргиния. Приток реки Литл-Канова, которая в свою очередь является притоком реки Огайо. Составляет около 10,1 км в длину; площадь водосборного бассейна — 477 км².
Берёт начало от слияния рек Райт-Форк (40,9 км) и Лефт-Форк (39,4 км). Таким образом, длина Стир-Крик вместе с рекой Райт-Форк составляет 51 км. Райт-Форк начинается на западе округа Бракстон, в 8 км к северо-западу от города Фреймтаун и течёт преимущественно в северо-западном направлении. Лефт-Форк начинается в центральной части округа Бракстон, в 5 км к северу от города Гассавэй и течёт также на северо-запад. Обе реки соединяются близ города Стамптаун. Впадает в реку Литл-Канова в 6,4 км к юго-востоку от Грантсвилл. Примерно 91,1 % от площади бассейна реки занимают леса.